# Jonicze
Jonicze (ukr. Йоничі) – wieś na Ukrainie w rejonie lwowskim (wcześniej w rejonie żółkiewskim) obwodu lwowskiego.